# Circondario di Barletta
Il circondario di Barletta era uno dei tre circondari in cui era suddivisa la provincia di Bari delle Puglie, esistito dal 1861 al 1927.

## Storia
Con l'Unità d'Italia (1861) la suddivisione in province e circondari stabilita dal Decreto Rattazzi fu estesa all'intera Penisola.
Il circondario di Barletta fu abolito, come tutti i circondari italiani, nel 1927, nell'ambito della riorganizzazione della struttura statale voluta dal regime fascista. Tutti i comuni che lo componevano rimasero in provincia di Bari delle Puglie.
La sede istituzionale era all'interno del Palazzo della Sottoprefettura (Barletta)

## Mandamenti
Tutti i mandamenti erano composti dell'unico comune di cui hanno il nome.
- Barletta
- Andria
- Bisceglie
- Canosa di Puglia
- Corato
- Minervino Murge
- Molfetta
- Ruvo di Puglia
- Spinazzola
- Terlizzi
- Trani